# Икарус 920
Икарус 920 је транспортна ваздухопловна једрилица, мешовите конструкције. Направљена је у Југославији 1948.-1950. године а намењена Југословенској народној армији (ЈНА) за превоз терета и десанта.

## Пројектовање и развој
После Другог светског рата у југословенском ратном ваздухопловству је било неколико трофејних немачких транспортних једрилица DFS 230 познатих из десанта на Дрвар. Те једрилице су биле у лошем стању да је њихова употреба била ризична а генерални ремонт истих неисплатив. Због тога је донета одлука да се направи домаћа транспортна (десантна) једрилица. 
Једрилицу Икарус 920 је пројектовала конструкторска група под руководством Инж. Ивана Шоштарића у фабрици Икарус из Земуна која је и направила прототип. Израда планова, цртежа и прототипа се прилично одужило с обзиром на околности, јер је резолуција ИБ-а утицала на промену редоследа приоритета, тако да је прототип ове једрилице први пут полетео тек 1949. године. После детаљног фабричког испитивања, 1951. године једрилица је предата ВОЦ-у на даље опитовање. 
Незгодна страна десантних једрилица се огледао у томе (што су показали велики десанти у току рата) да се често при слетању због ограничених маневарских способности, разбију при слетању, тако да војници страдају и пре контакта са непријатељем. Решење овог проблема је покушано да се нађе уградњом помоћних мотора који би омогућили пилоту једрилице да при слетању изабере најповољнију локацију за слетање.

### Технички опис
Транспортна једрилица Икарус 920 је била висококрилни моноплан. Труп јој је био металне конструкције обложен дрвеном лепенком. На предњој страни се налазила пилотска кабина са два седишта (једно поред другог) а иза кабине је био товарни простор који је имао рава под а на свакој бочној страни имао по три прозора. У тај товарни простор је могла да стане група од 10 војника са опремом или лако теренско возило (џип). Задњи део товарног простора је имао врата са рампом за утовар/истовар терета. Наставак трупа је био две паралелне кутијасте греде на којима су се налазили вертикални стабилизатори са кормилима правца а њих је на крају спајао хоризонтални стабилизатор са кормилом висине (двотрупац). Крила су била дрвене конструкције са две рамењаче, трапезастог облика и облогом од дрвене лепенке. Крила су упорницама била ослоњена на труп једрилице. Стајни трап је типа трицикл (један точак напред а два отпозади). Точкови су били опремљени кочницама и балон гумама тј. гумама ниског притиска.

## Карактеристике
Карактеристике наведене овде се односе на једрилицу Икарус 920 а према изворима
| Финеса      | 1 : при брзини km/h |
| Перформансе | - максимална брзина km/h - минимална брзина km/h - минимално пропадање m/s при брзини km/h                               |
| Димензије   | - размах крила m - дужина m - висина m - површина крила m² - аеропрофил крила: - виткост - макс. оптеречење крила; kg/m² |
| Маса        | - сопствена kg - носивост kg - полетна kg - водени баланс; нема                                                          |

## Оперативно коришћење
Испитивање прототипа једрилице Икарус 920 у ВОЦ-у је обављано у аерозапрези са транспортним авионом Ju-52 или торпедним авионом Физелер Fi-167. Паралелно са испитивањем једрилице настављен је њен развој тако што што су једрилици на крилима уграђена два Lycoming 0-435-1 мотора снаге 132 kW (180 KS) у циљу омогућавања лакшег избора најповољније локације при слетању. У међувремено док је све ово трајало, водеће силе као што су СССР, САД, Велика Британија и Француска одустају од идеје коришћења транспортних једрилица при десанту и одлучују се за варијанту избацивања тешких терета помоћу падобрана и коришћењу хеликоптера за ту сврху.
Идеја да се сада моторизована једрилица Икарус 920 користи као лаки транспортни авион попут Шче-2 за обуку падобранаца и пренос великих терета као што су мотори и резервни делови летелица је такође пропала јер због великог аеродинамичког отпора проузрокован великим товарним простором и обликом трупа полетање је било велики проблем нарочито при ветровитом времену. Због свега тога ова једрилица се није серијски производила а овај прототип је расховован и препуштен труљењу.

## Сачувани примерци
Није сачуван примерак ове једрилице.

## Земље које су користиле ову једрилицу
- Југославија